# Квінт Цервідій Сцевола
Квінт Цервідій Сцевола (*Quintus Cervidius Scaevola, кін. II ст. —поч. III ст.) — давньоримський правник часів Римської імперії.

## Життєпис
Про батьків немає відомостей. Походив з елліністичного Сходу. Його батько був зі стану вершників або сам отримав статус вершника. Своїй кар'єрі завдячує праці адвокату. Починав за імператора Антоніна Пія. 
За наказом імператора Марка Аврелія Сцевола увійшов до імператорської ради. 175 року призначається префектом вігілів. У 176 році стає міським префектом Риму. Водночас Цервідій був особистим радником імператорів Марка Аврелія, Коммода та Септимія Севера з правничих питань. Відомий також як учитель Емілія Папініана.

## Правництво
З доробку Сцеволи відомо про праці «Digesta» (40 книг), «Quaestiones» («Питання», 20 книг), «Responso» («Правила», 4 книги), де містилися короткі судження з різних правових питань. Від них збереглися невеличкі уривки.